# Génie des technologies de l'information
 (octobre 2008).
Le génie des technologies de l'information ou génie des TI est une branche du génie regroupant plusieurs disciplines. À l'échelle internationale, les établissements d'enseignement supérieurs faisant office de référence dans le domaine du génie TI sont le Massachusetts Institute of Technology ou MIT aux États-Unis, l'EFREI à Paris et l'École de Technologie Supérieure à Montréal.  
Cette formation  amène les ingénieurs à résoudre des problèmes spécifiques liés à la gestion de l'information, des systèmes d'informations en entreprise et des ressources multimédia qui y sont liées. 

## Champs d'expertise
Plus concrètement, le génie des technologies de l'information est l'étude des principaux mécanismes (particulièrement les notions de développement applicatif relatif au génie logiciel et au multimédia, l'architecture et les techniques réseautiques ainsi que les notions d'affaires) soutenant les TIC directement en lien avec :
- la diffusion de l'information (exemple : les services web, les protocoles de communications, middleware, etc.),
- la présentation de l'information (exemple : Tableau de bord de gestion, Portail Web, etc.),
- le traitement et l'analyse de l'information (exemple : Système d'aide à la décision, les logiciels, etc.)
- le stockage de l'information (exemple : Entrepôt de données, Progiciel de gestion intégré, système de gestion de base de données, etc.).

Tous ces mécanismes, soutenus par des infrastructures physiques (exemple : Grappe de serveurs pour la répartition de charges, le Storage Area Network, le Network Attached Storage, etc.) interagissent dans un ensemble intégré et global que l'on nomme système tel que : système de commerce électronique, Système d'information de gestion, les systèmes experts, les systèmes d'affaire interfonctionnel, les systèmes de gestions des connaissances, etc.
Incluant à la fois les équipements techniques/informatiques d'un point de vue fonctionnel/interactionnel et les applications d'un point de vue du développement principalement web et multimédia, cette discipline est donc axée sur les marchés à fortes demandes pour le traitement de données et l'échange d'information par des moyens techniques.
Selon le Computing Curricula 2005 (CC2005), cette discipline (IT) est complémentaire au cursus de la gestion des systèmes d'information (IS) dans la mesure où elle focus davantage sur la manière technologique de véhiculer l'information dans l'entreprise plutôt que la forme de l'information véhiculé en-elle-même. Cette discipline se trouve davantage centré sur les besoins du client et intervient en bout de ligne pour l'intégration et l'adaptation des produits à l'entreprise, contrairement au génie logiciel (SE) plus en aval qui est centré sur le développement de logiciel, le génie informatique (CE) développant des composants matériel ou du développement d'algorithme théorique scientifique par les sciences informatique pur (CS).
Cette discipline regroupe les connaissances informatiques suivantes :
- éléments de génie logiciel ;
- ingénierie des systèmes informatiques ;
- technologies multimédias ;
- conception et gestion de réseaux informatiques ;
- technologies d'Internet et du multimédia ;
- conception et gestion de bases de données;
- conception de systèmes de commerce électronique.

Cette discipline s'intéresse aux technologies de l'information pour permettre aux étudiants de pouvoir exploiter leurs applications directes dans un environnement destiné à :
- collecter les informations ;
- stocker les informations ;
- traiter les informations ;
- diffuser les informations.

## Le génie des TI en tant que discipline
Il s'agit de l'ingénierie des systèmes appliqué aux systèmes informatiques complexes de tous types (aussi nommé : urbanisme informatique) et relatif aux entreprises et aux multimédias axés sur les environnements transactionnels et sur les techniques Internet dans un contexte d'optimisation et de soutien aux processus d'affaires. Contrairement au génie logiciel, le génie des technologies de l'information tente de considérer le point de vue d'un système informatique dans sa globalité et son impact qu'il aura dans l'entreprise et non seulement selon l'aspect du cycle de vie des logiciels.
L'ingénieur ou l'analyste (informatique) œuvrant dans ce domaine devra donc refondre des infrastructures informatique ne répondant plus aux normes de l'organisation ou en construire un. Au-delà du technique, il devra prévoir l'évolution du système dans le temps, son évolutivité au sein de l'organisation. Il devra également analyser tous les morceaux du casse-tête ainsi que leur interaction que forme un système d'information transactionnel, autant le matériel informatique, les logiciels, les systèmes d'exploitation ainsi que les infrastructures réseaux, afin de constater tous les éléments susceptible d'avoir un impact sur le système en prenant en compte des éléments déjà existant. 
Par la suite, en fonction d'un schéma directeur que l'entreprise a fixé, l'analyste tracera une topologie et une cartographie des systèmes informatiques de l'organisation. Il devra comprendre comment fonctionne l'organisation ainsi que d'apprivoiser différents processus d'affaires et métier pour les conceptualiser en principes fondamentaux. Il devra choisir les technologies qui constitueront le système en fonction des limitations budgétaires ainsi que des processus d'affaires de l'entreprise. L'ingénieur devra faire des choix vis-à-vis des outils informatiques, de l'implantation, des outils de production et de la sécurité à appliquer sur l'information. Il devra également informer les dirigeants de l'organisation des modifications des processus d'affaires que peut provoquer une modification ou une implantation d'un système. L'analyste en technologie de l'information est donc à même de concevoir une solution informatique axé sur l'entreprise.
Trois grands axes sont couverts par cette discipline :
- les affaires électroniques et l'internet (e-business) ;
- le multimédia ;
- la gestion et conception de réseaux informatiques d'entreprise.

## Outils technologiques et de programmation utilisés
- Bases de données : Access, Oracle, SQL Server
- Langages informatique : C++, Java, Visual Basic
- Développement Web : HTML, JavaScript, XML, Perl, Flash, SQL
- Réseaux : Novell, Windows NT
- Systèmes d'exploitation : Cisco IOS, Linux, Unix, Windows
- Outils de développement : Rational Suite, Visual Studio, Eclipse

## Exemples d'emplois visés
L'analyste ou l'ingénieur en technologie de l'information sera amené à développer l'infrastructure informatique d'une entreprise tant par le développement d'application destinée principalement à la gestion, le tout axé sur les technologies internet. Il sera amené à travailler sur des projets d'interfaces entre les différents systèmes informatiques d'une organisation, et ce, tant au point de vue de l'architecture et de la topologie réseau que de la solution logicielle.
Avec quelques années d'expérience, l'étudiant dans ce domaine sera capable d'établir un plan directeur pour les technologies de l'information d'une entreprise intégrant diverses technologies incluant les systèmes d'information ainsi que de l'infrastructure informatique. Il pourra faire l'évaluation des performances des services informatiques ainsi qu'être en mesure d'assurer l'organisation des services de gestion de réseaux et finalement l'analyse et le développement de règles d'affaires et concept pour la réalisation d'un projet. 
Par exemple, un ingénieur ou analyste en technologie de l'information sera à même d'analyser et conceptualiser une problématique pour le développement d'une solution dans la diffusion de contenu en direct sur des téléphones cellulaire par le biais d'un service sur internet. Encore, un analyste ou ingénieur en technologie de l'information pourrait implanter dans une entreprise de moyenne envergure, des activités reliées au commerce électronique en assurant des étapes complètes jusqu'au déploiement final.
Après un certain nombre de temps, l'analyste ou l'ingénieur en technologie de l'information pourra être amené à diriger une équipe technique dans le déploiement de solution informatique (de petite comme de grande taille).
L'analyste ou l'ingénieur en technologies de l'information peut œuvrer dans environ tous les secteurs en relation avec l'informatique.

## Quelles sont les écoles qui offrent cette formation?
L'Université de Québec à Montréal (UQAM) et l'École de technologie supérieure (ETS) offre aux diplômés d'études collégiales technique (DEC) la possibilité de suivre ce baccalauréat au niveau universitaire. Les formations collégiales admissibles sont les suivantes :
- techniques de l'informatique];
  - profil informatique de gestion ;
  - profil gestion de réseaux informatiques ;
- technologie de systèmes ordinés ;
- techniques d'intégration multimédia.

L'École centrale Paris (France) offre une équivalence au baccalauréat du génie des technologies de l'information du nom de Mastère Spécialisé en Ingénierie des Systèmes Informatiques Ouverts.
L'EFREI (France), grande école d'ingénieurs en région parisienne,  offre une formation spécialisée qui fait office de référence dans le domaine du génie des systèmes d'information. L'admission au sein de l'établissement est soumise à une procédure très sélective.